# Бродёр, Мартин
Мартин Пьер Бродёр (фр. Martin Pierre Brodeur; род. 6 мая 1972, Монреаль, Квебек) — канадский хоккеист, выступавший на позиции вратаря. Большую часть карьеры в НХЛ провёл за клуб «Нью-Джерси Девилз», с которым выиграл три Кубка Стэнли. Двукратный олимпийский чемпион в составе сборной Канады (2002, 2010). Лучший новичок сезона 1993/1994, четыре раза получал «Везина Трофи» как лучший вратарь сезона, девятикратный участник матчей всех звёзд НХЛ.
Рекордсмен НХЛ по количеству побед в регулярных чемпионатах, по количеству проведённых минут на льду, по количеству побед в одном чемпионате, по количеству «сухих матчей» как в регулярных чемпионатах так и плей-офф. Всего на счету Бродёра более 20 различных рекордов.
Бродёр играл в гибридной стойке с бо́льшим уклоном на стиль «стэнд-ап», чем на более распространённый «баттерфляй».

## Карьера в НХЛ
На драфте НХЛ 1990 года был выбран в первом раунде под общим 20-м номером клубом «Нью-Джерси Девилз». Дебютировал в составе «дьяволов» 26 марта 1992 года в 19-летнем возрасте в игре против «Бостон Брюинз» (4-2). Защищал цвета «Нью-Джерси» непрерывно на протяжении 22 лет. Выступал под 30-м номером.
Абсолютный рекордсмен НХЛ по количеству сухих матчей в регулярных сезонах (125, 22 декабря 2009 года опередил Терри Савчука, отыграв на ноль матч с «Питтсбург Пингвинз»), матчах плей-офф (24, побил рекорд Патрика Руа на счету которого 23 сухих матча).
Лучший новичок НХЛ 1994 года. Четыре раза признавался лучшим вратарем сезона. 10 раз участвовал в матчах всех звезд. Четыре раза выигрывал Везина Трофи, как лучший вратарь лиги. В декабре 2009 года официальный сайт НХЛ признал Бродёра лучшим голкипером НХЛ за десятилетие 2000—2009.

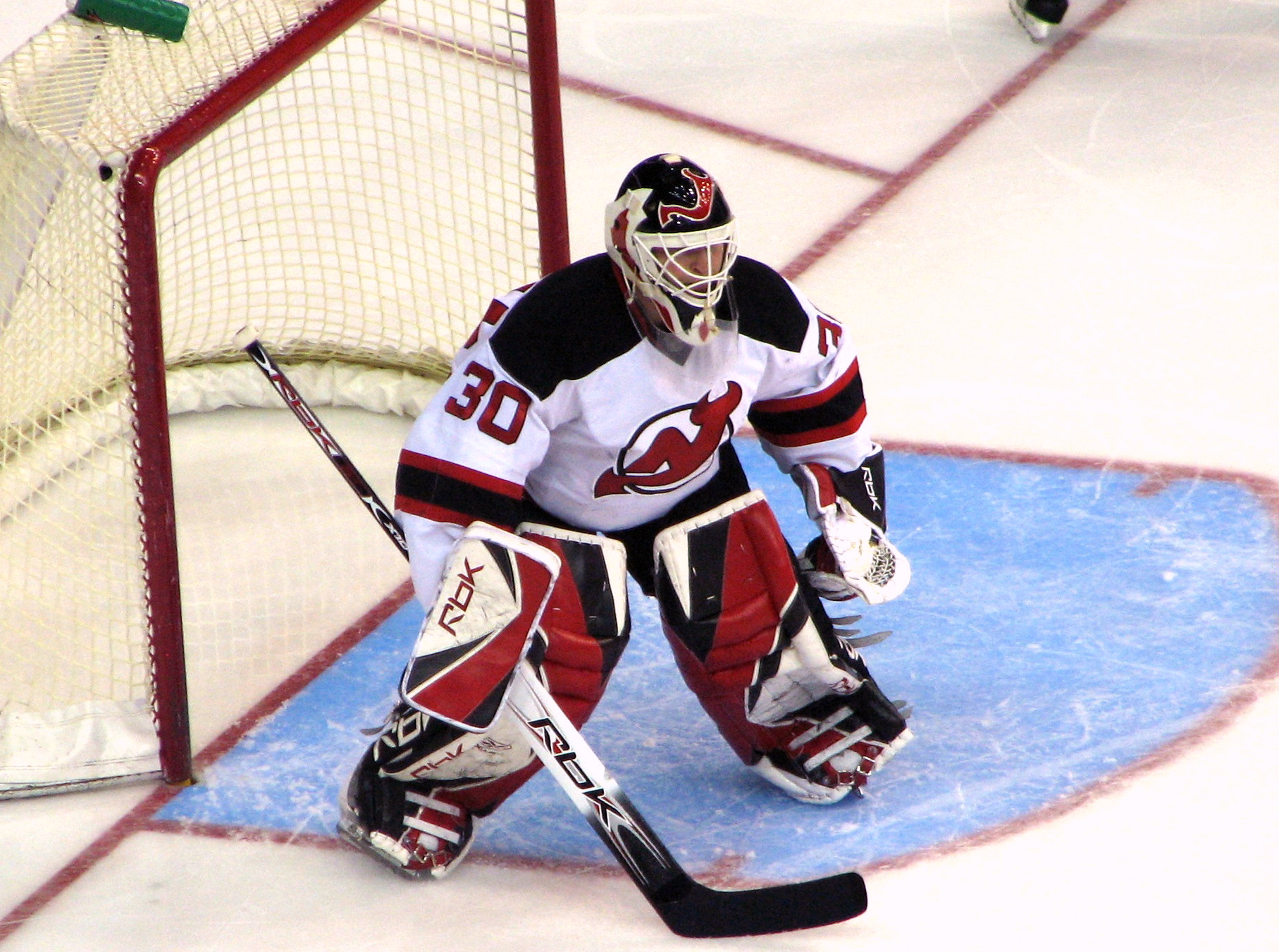
Бродёр в воротах «Девилз» в 2008 году

17 апреля 1997 года в матче плей-офф с «Монреаль Канадиенс» забросил шайбу в пустые ворота прямым броском от своих ворот. 15 февраля 2000 года в матче регулярного чемпионата против клуба «Филадельфия Флайерз» Бродёр был последним из «дьяволов», кто коснулся шайбы перед тем, как игроки «Филадельфии» забросили её в свои ворота. По правилам гол был записан на счёт Мартина. Таким образом Бродёр стал вторым после Рона Хекстолла голкипером НХЛ, забрасывавшим шайбы как в регулярном чемпионате, так и в плей-офф. Такой же случай произошёл 22 марта 2013 года в матче с «Каролиной», и Мартин стал рекордсменом НХЛ по количеству заброшенных шайб среди голкиперов. Кроме него только тот же Хекстолл забросил более 1 шайбы за карьеру.
17 марта 2009 года в матче против «Чикаго», Бродёр одержал свою 552-ю победу в регулярных чемпионатах НХЛ и тем самым побил рекорд Патрика Руа.
21 декабря 2009 года, отразив все 35 бросков хоккеистов «Питтсбурга», Бродёр сделал 104 шат-аут в регулярных чемпионатах и установил новый рекорд НХЛ, вместо прошлого, который принадлежал Терри Савчуку.
2 декабря 2014 года подписал однолетний контракт с клубом «Сент-Луис Блюз» на сумму $700 тыс.
Объявил о завершении карьеры игрока 27 января 2015 года.

## После завершения игровой карьеры
После окончания игровой карьеры Мартин Бродёр стал советником генерального менеджера клуба «Сент-Луис Блюз», а позже назначен на пост его ассистента.
9 февраля 2016 года «Нью-Джерси Девилз» вывел из обращения клуба 30-й номер, под которым выступал Бродёр, а днём ранее была установлена скульптура хоккеиста возле домашней арены «Девилз» — Пруденшал-центра.
27 января 2017 года включён в список 100 величайших игроков НХЛ по мнению лиги.
С середины сезона 2016/2017 стал временным тренером вратарей «Сент-Луиса».
Также в сезоне 2016/17 был назначен на пост помощника генерального менеджера «Блюз», на котором проработал до августа 2018 года, после чего покинул свою должность и клуб.
После своего ухода из «Сент-Луиса» был назначен на пост вице-президента «Нью-Джерси Девилз» по коммерческому развитию.
На Олимпийских играх 2018 и чемпионате мира 2018 вместе с Шоном Бурком являлся генеральным менеджером сборной Канады.
26 июня 2018 года было объявлено о включении игрока в Зал хоккейной славы. Церемония включения состоялась 12 ноября 2018 года.

## Личная жизнь
Мартин — сын вратаря сборной Канады и бронзового призёра Олимпийских игр 1956 года, спортивного фотографа Дени Бродёра и Мирей Бродёр. Был пятым ребёнком в семье.
В 1995 году Мартин женился на канадке Мелани Дюбуа (фр. Melanie Dubois), которая родила ему 4 детей (3 сына и дочь). В 2003 году Мелани подала на развод из-за того, что Мартин начал встречаться с Женевьевой Нол (фр. Genevieve Nault), женой брата Мелани. В 2008 году Мартин женился на Женевьеве, и в ноябре 2009 года у них родился сын Максим Филлип.
В октябре 2006 года Мартин в соавторстве с журналистом Дэмьеном Коксом выпустил автобиографию Brodeur: Beyond the Crease.
В декабре 2009 года Бродёр сдал тест на получение американского гражданства и теперь у него двойное канадо-американское гражданство.
Старший сын Мартина, Энтони Бродёр (род. 1995) на драфте 2013 года был выбран под общим 208-м номером командой «Нью-Джерси Девилз». Энтони как и отец выступает на позиции голкипера за Оттавский университет.
Ещё двое сыновей, близнецы Джереми и Уильям Бродёры (род. 1996) также занимаются хоккеем. Джереми является вратарём АХЛ и ECHL, а Уильям был нападающим Провиденс-колледжа.
Совместно со своим бывшим одноклубником Шелдоном Суреем владеет пиццерией в Монреале под названием «La Pizzeria Etc.», а также является совладельцем спасалона «Spa D’Howard» в провинции Квебек.

## Награды и достижения

### Командные

#### НХЛ
| Год  | Команда           | Достижение                                                |
| ---- | ----------------- | --------------------------------------------------------- |
| 1995 | Нью-Джерси Девилз | Обладатель Приза Принца Уэльского Обладатель Кубка Стэнли |
| 2000 | Нью-Джерси Девилз | Обладатель Приза Принца Уэльского Обладатель Кубка Стэнли |
| 2001 | Нью-Джерси Девилз | Обладатель Приза Принца Уэльского                         |
| 2003 | Нью-Джерси Девилз | Обладатель Приза Принца Уэльского Обладатель Кубка Стэнли |
| 2012 | Нью-Джерси Девилз | Обладатель Приза Принца Уэльского                         |

#### Международные
| Год  | Команда | Достижение                        |
| ---- | ------- | --------------------------------- |
| 1996 | Канада  | Серебряный призёр чемпионата мира |
| 2002 | Канада  | Олимпийский чемпион               |
| 2004 | Канада  | Обладатель Кубка мира             |
| 2005 | Канада  | Серебряный призёр чемпионата мира |
| 2010 | Канада  | Олимпийский чемпион               |

### Личные

#### QMJHL
| Год  | Команда           | Достижение                |
| ---- | ----------------- | ------------------------- |
| 1990 | Сент-Иасент Лазер | Сборная новичков          |
| 1992 | Сент-Иасент Лазер | Вторая команда всех звёзд |

#### НХЛ
| Год                                                  | Команда           | Достижение                             |
| ---------------------------------------------------- | ----------------- | -------------------------------------- |
| 1994                                                 | Нью-Джерси Девилз | Команда новичков года                  |
| 1994                                                 | Нью-Джерси Девилз | Обладатель «Колдер Трофи»              |
| 2003, 2004, 2007                                     | Нью-Джерси Девилз | Первая сборная звёзд НХЛ               |
| 1997, 1998, 2006, 2008                               | Нью-Джерси Девилз | Вторая сборная звёзд НХЛ               |
| 1997, 1998, 2003, 2004, 2010                         | Нью-Джерси Девилз | Обладатель «Уильям М. Дженнингс Трофи» |
| 2003, 2004, 2007, 2008                               | Нью-Джерси Девилз | Обладатель «Везина Трофи»              |
| 1996, 1997, 1998, 1999, 2000, 2001, 2003, 2004, 2007 | Нью-Джерси Девилз | Участник Матча всех звёзд              |

### Рекорды
- Рекорд по количеству выигранных матчей в НХЛ среди вратарей — 691 матч
- Рекорд по количеству сухих матчей в регулярном чемпионате — 125
- Рекорд по количеству комбинированных (в регулярном чемпионате и плей-офф) сухих матчей — 149
- Рекорд по количеству побед в овертайме — 58
- В 12 сезонах подряд одерживал 30 побед
- В 11 сезонах подряд одерживал 35 побед
- В 7 сезонах одерживал 40 побед
- Единственный вратарь НХЛ, забивший победный гол в матче
- Один из двух вратарей в истории НХЛ (второй — Рон Хекстолл), кому удавалось забрасывать шайбы как в регулярном чемпионате, так и в плей-офф
- Рекорд по количеству побед в одном сезоне — 48 (2006—2007)[27]
- Рекорд по количеству проведённых на льду минут за сезон — 4697 (2006/2007)
- Рекорд по количеству сухих матчей в одном плей-офф — 7 (2003)
- Рекорд по количеству сухих матчей в плей-офф — 24
- Совладелец (Фрэнк Маккул) рекорда по количеству сухих матчей в финале Кубка Стэнли — 3 (2003)
- Один из четырёх вратарей, кто отыграл на ноль в седьмом матче финала Кубка Стэнли
- Единственный вратарь в истории НХЛ, проведший по 3 сухих матча в двух разных сериях плей-офф (1995 против «Бостона» и 2003 против «Анахайма»)
- Рекорд по количеству заброшенных шайб за карьеру — 3
- Самый молодой голкипер одержавший 300, 400 и 500 побед
- Первый и единственный вратарь в истории НХЛ одержавший 600 побед
- Рекорд по количеству проведённых минут на льду — 74 438
- Рекорд по количеству отраженных бросков — 31 709
- Рекорд по количеству проведённых игр — 1266